# Félix Auger-Aliassime
Félix Auger-Aliassime (Montreal, 8 augustus 2000) is een Canadees professioneel tennisspeler. Hij maakte zijn profdebuut in 2017 en heeft één ATP-toernooi in het dubbelspel op zijn naam staan. Bij de junioren won hij het dubbelspel op de US Open 2015 en het enkelspel op de US Open 2016.

## Palmares
| Legenda                       | Legenda               |
| ----------------------------- | --------------------- |
| Grand Slam                    |                       |
| Olympische Spelen             |                       |
| tot 2009                      | vanaf 2009            |
| Tennis Masters Cup            | ATP Finals            |
| ATP Masters Series            | ATP Tour Masters 1000 |
| ATP International Series Gold | ATP Tour 500          |
| ATP International Series      | ATP Tour 250          |

### Enkelspel
| Nr.                  | Datum            | Toernooi           | Ondergrond    | Tegenstander in finale          | Score               | Details          |
| -------------------- | ---------------- | ------------------ | ------------- | ------------------------------- | ------------------- | ---------------- |
| Gewonnen finales     |                  |                    |               |                                 |                     |                  |
| 1.                   | 13 februari 2022 | ATP Rotterdam      | Hardcourt (i) | Stéfanos Tsitsipás              | 6-4, 6-2            | Details          |
| 2.                   | 16 oktober 2022  | ATP Florence       | Hardcourt (i) | Jeffrey John Wolf               | 6-4, 6-4            | Details          |
| 3.                   | 23 oktober 2022  | ATP Antwerpen      | Hardcourt (i) | Sebastian Korda                 | 6-3, 6-4            | Details          |
| 4.                   | 30 oktober 2022  | ATP Bazel (1)      | Hardcourt (i) | Holger Rune                     | 6-3, 7-5            | Details          |
| 5.                   | 29 oktober 2023  | ATP Bazel (2)      | Hardcourt (i) | Hubert Hurkacz                  | 7-6(3), 7-6(5)      | Details          |
| 6.                   | 11 januari 2025  | ATP Adelaide       | Hardcourt     | Sebastian Korda                 | 6-3, 3-6, 6-1       | Details          |
| 7.                   | 2 februari 2025  | ATP Montpellier    | Hardcourt (i) | Aleksandar Kovacevic            | 6-2, 6-7(7), 7-6(2) | Details          |
| Verloren finales     |                  |                    |               |                                 |                     |                  |
| 1.                   | 24 februari 2019 | ATP Rio de Janeiro | Gravel        | Laslo Djere                     | 3-6, 5-7            | Details          |
| 2.                   | 25 mei 2019      | ATP Lyon           | Gravel        | Benoît Paire                    | 4-6, 3-6            | Details          |
| 3.                   | 16 juni 2019     | ATP Stuttgart      | Gras          | Matteo Berrettini               | 4-6, 6-7(11)        | Details          |
| 4.                   | 17 februari 2020 | ATP Rotterdam      | Hardcourt (i) | Gaël Monfils                    | 2-6, 4-6            | Details          |
| 5.                   | 24 februari 2020 | ATP Marseille      | Hardcourt (i) | Stéfanos Tsitsipás              | 3-6, 4-6            | Details          |
| 6.                   | 18 oktober 2020  | ATP Keulen 1       | Hardcourt (i) | Alexander Zverev                | 3-6, 3-6            | Details          |
| 7.                   | 7 februari 2021  | ATP Melbourne 2    | Hardcourt     | Daniel Evans                    | 2-6, 3-6            | Details          |
| 8.                   | 13 juni 2021     | ATP Stuttgart      | Gras          | Marin Čilić                     | 6-7(2), 3-6         | Details          |
| 9.                   | 20 februari 2022 | ATP Marseille      | Hardcourt (i) | Andrej Roebljov                 | 3-6, 3-6            | Details          |
| 10.                  | 5 mei 2024       | ATP Madrid         | Gravel        | Andrej Roebljov                 | 6-4, 5-7, 5-7       | Details          |
| 11.                  | 1 maart 2025     | ATP Dubai          | Hardcourt     | Stéfanos Tsitsipás              | 3-6, 3-6            | Details          |
| Gewonnen challengers |                  |                    |               |                                 |                     |                  |
| 1.                   | 18 juni 2017     | Lyon               | Gravel        | Mathias Bourgue                 | 6-4, 6-1            | 6-4, 6-1         |
| 2.                   | 4 september 2017 | Sevilla            | Gravel        | Íñigo Cervantes                 | 6-7(4), 6-3, 6-3    | 6-7(4), 6-3, 6-3 |
| 3.                   | 11 juni 2018     | Lyon               | Gravel        | Johan Tatlot                    | 6-7(3), 7-5, 6-2    | 6-7(3), 7-5, 6-2 |
| 4.                   | 8 oktober 2018   | Tasjkent           | Hardcourt     | Kamil Majchrzak                 | 6-3, 6-2            | 6-3, 6-2         |
| Gewonnen futures     |                  |                    |               |                                 |                     |                  |
| 1.                   | 6 november 2016  | Birmingham         | Gravel        | Juan Manuel Benítez Chavarriaga | 7-5, 7-5            | 7-5, 7-5         |
| 2.                   | 12 maart 2017    | Sherbrooke         | Hardcourt (i) | Gleb Sakharov                   | 3-6, 6-3, 6-4       | 3-6, 6-3, 6-4    |

### Dubbelspel
| Nr.                              | Datum            | Toernooi   | Ondergrond    | Partner        | Tegenstanders in finale          | Score                  | Details |
| -------------------------------- | ---------------- | ---------- | ------------- | -------------- | -------------------------------- | ---------------------- | ------- |
| Gewonnen finales herendubbel     |                  |            |               |                |                                  |                        |         |
| 1.                               | 8 november 2020  | ATP Parijs | Hardcourt (i) | Hubert Hurkacz | Mate Pavić Bruno Soares          | 6-7(3), 7-6(7), [10-2] | Details |
| Verloren finales herendubbel     |                  |            |               |                |                                  |                        |         |
| 1.                               | 20 juni 2021     | ATP Halle  | Gras          | Hubert Hurkacz | Kevin Krawietz Horia Tecău       | 6-7(4), 4-6            | Details |
| Gewonnen challengers herendubbel |                  |            |               |                |                                  |                        |         |
| 1.                               | 11 februari 2018 | Boedapest  | Hardcourt (i) | Nicola Kuhn    | Marin Draganja Tomislav Draganja | 2-6, 6-2, [11-9]       |         |
| Gewonnen futures herendubbel     |                  |            |               |                |                                  |                        |         |
| 1.                               | 13 november 2016 | Niceville  | Gravel        | Patrick Kypson | Patrick Daciek Dane Webb         | 7-5, 6-1               |         |

### Landencompetities
| Nr.              | Datum                | Toernooi  | Ondergrond    | Partner(s)                                                               | Tegenstanders in finale                                                                                               | Score                 | Details |
| ---------------- | -------------------- | --------- | ------------- | ------------------------------------------------------------------------ | --- | --------------------- | ------- |
| Gewonnen finales |                      |           |               |                                                                          | |                       |         |
| 1.               | 1-9 januari 2022     | ATP Cup   | Hardcourt     | Denis Shapovalov Brayden Schnur Steven Diez                              | Roberto Bautista Agut Pablo Carreño Busta Albert Ramos Viñolas Alejandro Davidovich Fokina Pedro Martínez             | 2-0 (2 wedstrijden)   | Details |
| 2.               | 23-25 september 2022 | Laver Cup | Hardcourt (i) | Taylor Fritz Diego Schwartzman Frances Tiafoe Alex de Minaur Jack Sock   | Casper Ruud Rafael Nadal Stéfanos Tsitsipás Novak Djokovic Roger Federer Andy Murray Matteo Berrettini Cameron Norrie | 13-8 (11 wedstrijden) | Details |
| 3.               | 22-27 november 2022  | Davis Cup | Hardcourt (i) | Vasek Pospisil Denis Shapovalov                                          | Alex de Minaur Matthew Ebden Thanasi Kokkinakis Max Purcell Jordan Thompson                                           | 2-0 (2 wedstrijden)   | Details |
| 4.               | 22-24 september 2023 | Laver Cup | Hardcourt (i) | Taylor Fritz Frances Tiafoe Tommy Paul Ben Shelton Francisco Cerúndolo   | Andrej Roebljov Casper Ruud Hubert Hurkacz Alejandro Davidovich Fokina Gaël Monfils Arthur Fils                       | 13-2 (9 wedstrijden)  | details |
| Verloren finales |                      |           |               |                                                                          | |                       |         |
| 1.               | 18-24 november 2019  | Davis Cup | Hardcourt (i) | Vasek Pospisil Denis Shapovalov                                          | Roberto Bautista Agut Pablo Carreño Busta Marcel Granollers Feliciano López Rafael Nadal                              | 0-2 (2 wedstrijden)   | Details |
| 2.               | 20-22 september 2021 | Laver Cup | Hardcourt (i) | Denis Shapovalov Diego Schwartzman Reilly Opelka John Isner Nick Kyrgios | Daniil Medvedev Stéfanos Tsitsipás Alexander Zverev Andrej Roebljov Matteo Berrettini Casper Ruud                     | 1-14 (9 wedstrijden)  | Details |

## Resultaten grote toernooien
| Legenda | Legenda                          |
| ------- | -------------------------------- |
| g.t.    | geen toernooi gehouden           |
| l.c.    | lagere categorie                 |
| –       | niet deelgenomen                 |
| G       | uitgeschakeld in de groepsfase   |
| 1R      | uitgeschakeld in de eerste ronde |
| 2R      | uitgeschakeld in de tweede ronde |
| 3R      | uitgeschakeld in de derde ronde  |
| 4R      | uitgeschakeld in de vierde ronde |
| KF      | uitgeschakeld in de kwartfinale  |
| HF      | uitgeschakeld in de halve finale |
| F       | de finale verloren               |
| W       | het toernooi gewonnen            |
| w-v     | winst/verlies-balans             |

### Enkelspel
| grandslamtoernooien  |      |     |      |      |      |      |      |      |      |    |      |
| Australian Open      | –    | –   | –    | –    | –    | 1R   | 4R   | KF   | 4R   | 3R | 2R   |
| Roland Garros        | –    | –   | –    | –    | –    | 1R   | 1R   | 4R   | 1R   | 4R |      |
| Wimbledon            | –    | –   | –    | –    | 3R   | g.t. | KF   | 1R   | 1R   | 1R |      |
| US Open              | –    | –   | –    | 1R   | 1R   | 4R   | HF   | 2R   | 1R   | 1R |      |
| ATP Finals           |      |     |      |      |      |      |      |      |      |    |      |
| ATP Finals           | –    | –   | –    | –    | –    | –    | –    | G    | –    | –  |      |
| ATP Masters 1000     |      |     |      |      |      |      |      |      |      |    |      |
| Indian Wells         | –    | –   | –    | 2R   | 3R   | g.t. | 2R   | 2R   | KF   | 3R | 2R   |
| Miami                | –    | –   | –    | –    | HF   | g.t. | 3R   | 2R   | 3R   | 2R | 3R   |
| Monte Carlo          | –    | –   | –    | 1R   | 2R   | g.t. | 1R   | 2R   | –    | 2R | 1R   |
| Madrid               | –    | –   | –    | –    | 2R   | g.t. | 1R   | KF   | 2R   | F  | 2R   |
| Rome                 | –    | –   | –    | –    | 1R   | 1R   | 3R   | KF   | 2R   | 3R | –    |
| Montreal/Toronto     | –    | –   | –    | 2R   | 3R   | g.t. | 2R   | KF   | 1R   | 1R |      |
| Cincinnati           | –    | –   | –    | –    | 1R   | 2R   | KF   | KF   | 2R   | 3R |      |
| Shanghai             | –    | –   | –    | –    | 2R   | g.t. | g.t. | g.t. | 2R   | 2R |      |
| Parijs               | –    | –   | –    | –    | –    | 1R   | 2R   | HF   | 2R   | –  |      |
| olympisch            |      |     |      |      |      |      |      |      |      |    |      |
| Olympische Spelen    | g.t. | –   | g.t. | g.t. | g.t. | g.t. | 1R   | g.t. | g.t. | HF | g.t. |
| statistieken         |      |     |      |      |      |      |      |      |      |    |      |
| totaal aantal titels | 0    | 0   | 0    | 0    | 0    | 0    | 0    | 4    | 1    | 0  | 2    |
| eindejaarsranking    | 760  | 601 | 162  | 108  | 21   | 21   | 11   | 6    | 29   | 29 |      |

### Dubbelspel
| grandslamtoernooien  |     |      |      |      |      |      |      |      |    |      |
| Australian Open      | –   | –    | –    | –    | –    | 1R   | –    | –    | –  | –    |
| Roland Garros        | –   | –    | –    | –    | –    | –    | –    | –    | –  | –    |
| Wimbledon            | –   | –    | –    | –    | g.t. | –    | –    | –    | –  | –    |
| US Open              | –   | –    | –    | –    | –    | –    | –    | –    | –  |      |
| ATP Masters 1000     |     |      |      |      |      |      |      |      |    |      |
| Indian Wells         | –   | –    | –    | –    | g.t. | 1R   | –    | KF   | 1R | –    |
| Miami                | –   | –    | –    | –    | g.t. | 2R   | –    | –    | –  | –    |
| Monte Carlo          | –   | –    | –    | –    | g.t. | 2R   | 1R   | –    | –  | –    |
| Madrid               | –   | –    | –    | –    | g.t. | 1R   | 2R   | KF   | –  | –    |
| Rome                 | –   | –    | –    | –    | 2R   | –    | –    | –    | 1R | –    |
| Montreal/Toronto     | 1R  | –    | 1R   | 1R   | g.t. | 1R   | –    | –    | 1R |      |
| Cincinnati           | –   | –    | –    | 1R   | 2R   | 1R   | –    | 1R   | –  |      |
| Shanghai             | –   | –    | –    | 2R   | g.t. | g.t. | g.t. | 1R   | –  |      |
| Parijs               | –   | –    | –    | –    | W    | –    | –    | 2R   | –  |      |
| olympisch            |     |      |      |      |      |      |      |      |    |      |
| Olympische Spelen    | –   | g.t. | g.t. | g.t. | g.t. | –    | g.t. | g.t. | 1R | g.t. |
| statistieken         |     |      |      |      |      |      |      |      |    |      |
| totaal aantal titels | 0   | 0    | 0    | 0    | 1    | 0    | 0    | 0    | 0  | 0    |
| eindejaarsranking    | 865 | 991  | 370  | –    | 77   | 134  | 256  | 166  | –  |      |